# Classe Jupiter MDV 3000
La classe Jupiter MDV 3000 era composta da quattro traghetti superveloci, un tempo in servizio per Tirrenia di Navigazione. Erano navi di tipo Ro-Ro HSC (Roll-on Roll-off High Speed Craft) con la rilevante caratteristica tecnica di essere i primi traghetti al mondo da oltre 40 nodi, monocarena e con una portata lorda di oltre 1.000 tonnellate, mentre la loro lunghezza era di circa 145 metri. Le navi costarono 110 miliardi di lire ciascuna (circa 52 milioni di euro)

## Caratteristiche
La classe fu realizzata da Fincantieri nel cantiere navale di Riva Trigoso fra il 1998 e il 1999. Ciascuna nave era una monocarena realizzata quasi completamente in lega di alluminio, in cui le parti sottoposte ad elevato stress meccanico erano invece realizzate in acciai speciali. Il profilo della carena era di tipo V profonda per conferire una buona navigabilità, mentre due coppie di pinne stabilizzatrici attive, controllate dal software di bordo, mantenevano sotto controllo il rollio e l'imbardata della nave. La lunghezza dei traghetti era di 145,6 metri, con una lunghezza al galleggiamento di 128,6 metri e una larghezza di 22. La stazza lorda era pari a 11.347 tonnellate di stazza, mentre la portata lorda era di 1.200 tonnellate. Date le dimensioni non eccessive e i bassi tempi di percorrenza delle tratte, i traghetti di classe Jupiter non vennero dotati di cabine, ma solamente di poltrone.
Le navi erano organizzate su sei ponti e in particolare ospitavano:
- Ponte Belvedere: bar
- Ponte Superiore: 576 poltrone di prima classe[5]
- Ponte Principale: reception, bar e 1208 poltrone di seconda classe.[5]
- Garage Superiore: autovetture
- Garage Principale: autovetture e semirimorchi
- Garage Inferiore: autovetture

L'imbarco dei passeggeri veniva effettuato tramite un'apposita rampa a poppa per raggiungere il garage principale. Quest'ultimo era poi collegato ai ponti passeggeri da scale e da due ascensori con capacità di 12 persone ciascuno. Per l'equipaggio erano previsti 34 posti.
I traghetti erano in grado di trasportare 460 auto, ma in caso di trasporto autotreni la capacità scendeva a 130 autoveicoli (di cui 100 ospitati principalmente nel garage inferiore). Le due rampe di poppa erano progettate per imbarcare e sbarcare autotreni di 45 tonnellate (15 per asse). Il garage superiore era dotato di sistemi idraulici di sollevamento, che permettevano un'altezza del tetto del garage principale di 4,4 metri. Le navi della classe Jupiter non possedevano portelloni di prua, pertanto le operazioni di carico e scarico venivano tutte effettuate tramite i portelloni di poppa. Inoltre i traghetti erano progettati per essere totalmente evacuati in meno di 15 minuti. Durante gli anni di servizio, ai passeggeri non era consentito uscire sui ponti esterni per ragioni di sicurezza, ovvero per via delle elevate velocità della nave. La sosta all'aperto sul ponte di poppa era permessa solo durante le fasi di attesa nel porto.

## Propulsione

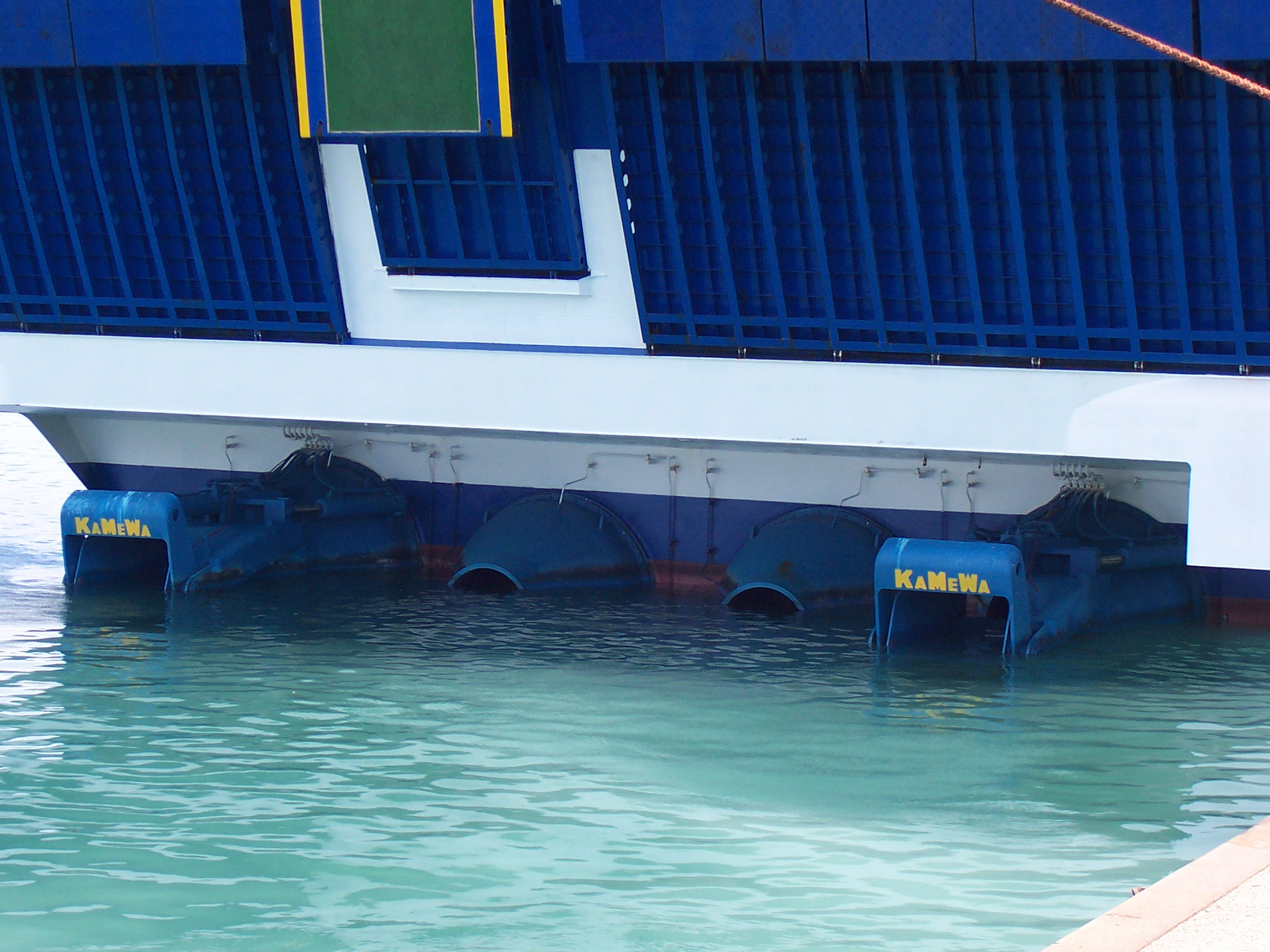
Booster centrali fissi e laterali direzionabili

Il sistema di propulsione del traghetto era costituito da 2 turbine a gas General Electric / Fiat Avio LM2500 da 21000 kW l'una e da 4 motori Diesel MTU 20V1163TB 73L, unità da oltre 232 litri di cilindrata cadauno, in configurazione 20 cilindri a V (6500 kW l'uno) per un totale complessivo di 68000 kW. Le turbine a gas della serie LM2500 erano un derivato di quelle per aeromobili General Electric CF6-6, spesso utilizzate anche in navi da guerra, aliscafi e hovercraft. Le turbine a gas LM2500 sfruttavano i due booster idrogetto centrali KaMeWa 180 SII, mentre i motori Diesel utilizzavano i due idrogetti KaMeWa 140 SII di sinistra e di destra. La coppia di booster era fissa, mentre gli idrogetti laterali avevano la possibilità di rotazione per fungere da timone. Questi ultimi erano, al momento della costruzione, i più grandi mai costruiti al mondo. La configurazione flessibile del sistema di propulsione consentiva alla nave tre velocità operative. Il sistema era in grado di spingere la nave ad una velocità massima di 42 nodi e di crociera di 40 nodi (usando il 90% della potenza massima disponibile).

## Navi appartenenti alla classe
| Nome      | Immagine | Varo             | Cantiere     | Entrata in servizio | Rotta iniziale        | Identificativo IMO | Note                                                                          |
| --------- | -------- | ---------------- | ------------ | ------------------- | --------------------- | ------------------ | ----------------------------------------------------------------------------- |
| Aries     |          | 10 gennaio 1998  | Riva Trigoso | 29 maggio 1998      | Civitavecchia - Olbia | 9144275            | Partita per la demolizione ad Aliağa in Turchia il 28 luglio 2011             |
| Taurus    |          | 28 febbraio 1998 | Riva Trigoso | 15 giugno 1998      | Civitavecchia - Olbia | 9144287            | Partita per la demolizione ad Aliaga in Turchia il 30 luglio 2011             |
| Capricorn |          | 12 dicembre 1998 | Riva Trigoso | 1999                | Genova - Porto Torres | 9179658            | Venduto alla SeaJets, attualmente in disarmo fermo ai cantieri navali Chalkis |
| Scorpio   |          | 17 marzo 1999    | Riva Trigoso | 1999                | Genova - Porto Torres | 9179660            | Rinominata Tera Jet, in servizio per SeaJets tra le isole greche              |

## Servizio

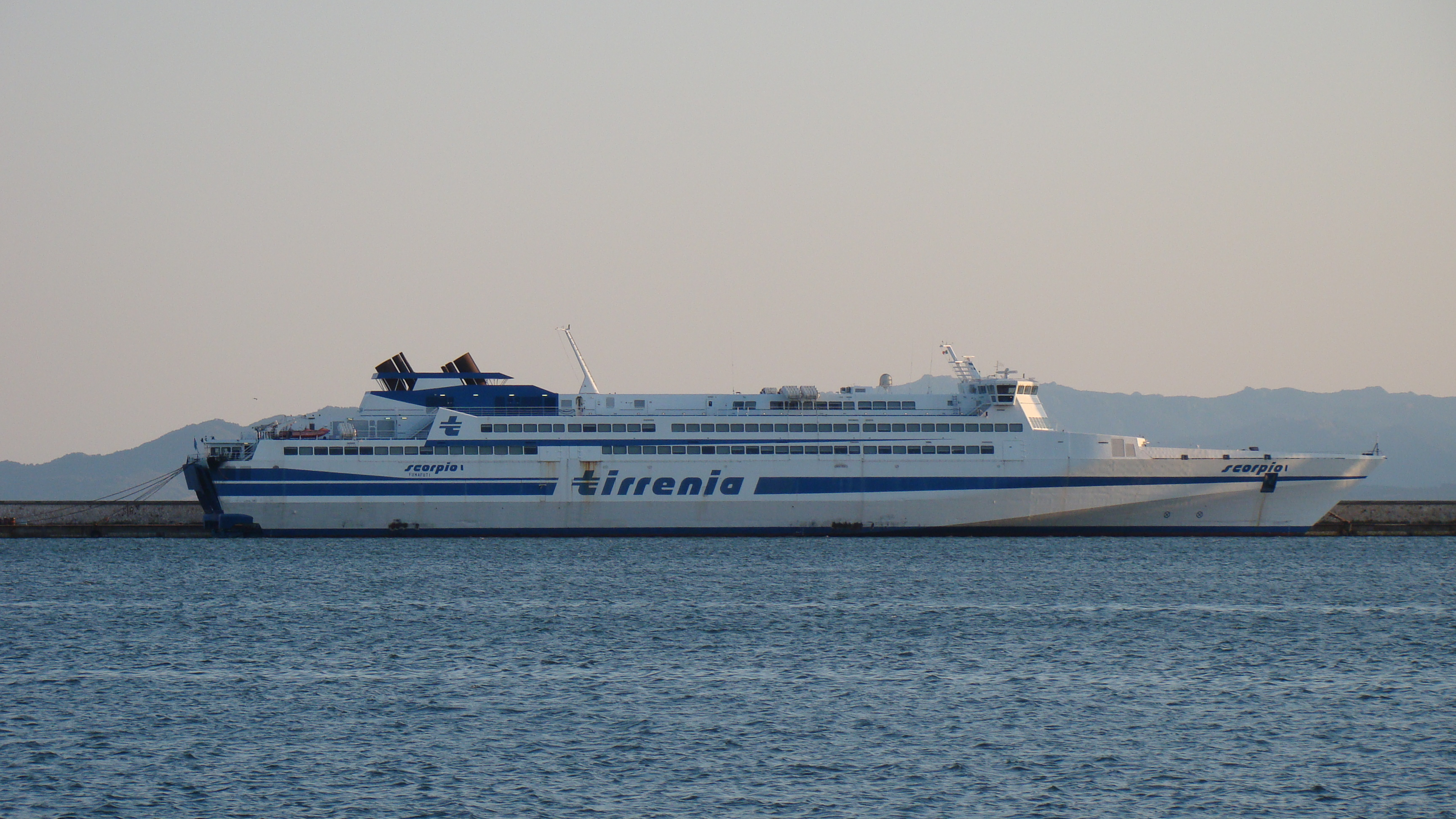
Scorpio in disarmo a Cagliari nell'agosto 2011

L'Aries e il Taurus vennero immessi in servizio nel 1998 sulla rotta Civitavecchia - Olbia in sostituzione del più piccolo Guizzo, appartenente alla classe Aquastrada TMV 101. I traghetti permettevano di effettuare la tratta in poco più di tre ore. L'anno successivo fu il turno dello Scorpio e del Capricorn, introdotti sulla tratta Genova - Porto Torres e capaci di giungere a destinazione in circa 5 ore, contro le dodici tradizionali.
Questo tipo di traghetto si è dimostrato poco conveniente per via degli altissimi consumi di carburante (circa 290 kg di gasolio al minuto contro i 41 dei traghetti tradizionali), la poca versatilità e soprattutto la crescente concorrenza nel settore marittimo.
Per questo motivo l'Aries entrò in disarmo nel 2003 nel porto di Napoli, mentre nello stesso anno il Taurus venne impiegato sulla rotta Fiumicino-Golfo Aranci fino al 2004, per poi essere messo in disarmo presso il porto di Genova.
Lo Scorpio, invece, ebbe un servizio più lungo. Nel 2005 venne noleggiato alla Siremar per coprire la tratta Milazzo - Napoli - Isole Eolie, nel 2006 venne usata come traghetto di riserva dalla Tirrenia per poi essere adoperato l'anno successivo sulle rotte Fiumicino-Golfo Aranci e Fiumicino-Arbatax. Nel 2008 venne noleggiato dalla Sardinia Ferries sulla rotta Livorno - Golfo Aranci in sostituzione del Mega Express Five, il quale al tempo aveva subito dei ritardi nella consegna. Lo Scorpio entrò in disarmo presso il porto di Olbia nel 2009 per poi esser trasferito in quello di Arbatax e in quello di Cagliari nell'autunno 2010..
Il Capricorn venne anch'esso adoperato nella tratta Fiumicino - Golfo Aranci e noleggiato alla Siremar nel 2006. Successivamente venne messo in disarmo presso il porto di Napoli assieme al gemello Aries.
La vendita di tali traghetti risultò difficile fin dall'inizio, in quanto venivano preferiti i catamarani con costi gestionali inferiori. Un acquirente interessato allo Scorpio e ad Aries fu la marina militare statunitense, per farne delle navi d'appoggio da ormeggiare alla Maddalena, ma lo smantellamento della base pose fine all'opzione.
Nel maggio 2011 il Taurus e l'Aries vennero venduti per demolizione alla cifra minima di 5 milioni di euro, contro i 30 milioni stimati per il loro effettivo valore (nonostante le cattive condizioni in cui versavano). Lo Scorpio, ribattezzata Scorpio I in seguito al cambio di bandiera, continuò il disarmo nel porto di Cagliari fino al 3 maggio 2012, quando partì a rimorchio verso la Grecia. In seguito a diversi cambi di nome, nell'estate 2014 fu rimesso in servizio dalla greca SeaJets tra Creta e Santorini con il nome di Tera Jet. Dal 2022, dopo esser rimasto fermo per due anni a causa della pandemia di COVID-19, copre la rotta Pireo - Serifo - Sifanto - Milo sempre nel periodo estivo.
Il Capricorn, invece, fu salvato in extremis dalla demolizione e acquistato da un cantiere turco con l'intenzione di convertirlo in uno yacht di lusso; tuttavia il progetto non è mai andato in porto e, dopo un lungo periodo di disarmo a Ugliano, in Croazia, fu acquistato dalla SeaJets nel giugno 2019. Dopo esser stato trainato presso i cantieri Salamis Shipyards vicino al Pireo, cambiato nome in Apri, aver cambiato bandiera e porto di registrazione presso Moroni ed esser stato privato di alcuni motori, dal 14 maggio 2021 è situato presso i cantieri Chalkis di Vathi.

## Origine dei nomi
I traghetti di classe Jupiter vennero battezzati con nomi di costellazioni, ovvero Aries si riferiva all'Ariete, Taurus al Toro, Scorpio allo Scorpione e Capricorn al Capricorno. Lo stesso nome del progetto riportava il nome di un astro, Jupiter, che in latino significa Giove.